# More Than This
More Than This – druga płyta zespołu Trading Yesterday. Nigdy nie została oficjalnie wypuszczona, a w grudniu 2006 roku pojawiła się w internecie. Na płycie pojawiło się siedem utworów z debiutanckiej płyty The Beauty and the Tragedy, które zostały nieco zmienione. Są to takie utwory jak: "One Day", "She Is the Sunlight", "Love Song Requiem", "For You Only", "World on Fire", "The Beauty & the Tragedy" i "Shattered". Głównym przesłaniem płyty tak jak pierwszej (debiutanckiej) jest miłość, która zabija i ratuje.

## Lista utworów
1. "Revolution" – 4:19
2. "One Day" – 4:28
3. "She Is The Sunlight" – 4:56
4. "Under My Skin" – 3:50
5. "May I" – 4:55
6. "My Last Goodbye" – 4:14
7. "Love Song Requiem" – 4:31
8. "Come Back To Me" – 3:38
9. "For You Only" – 5:41
10. "World On Fire" – 4:28
11. "Change My Name" – 3:39
12. "The Beauty And The Tragedy" – 4:38
13. "Shattered" – 4:59